# Ескишехир (вилает)
Ескишехир (на турски: Eskişehir) е вилает в Северозападна Турция. Административен център на вилаета е едноименният град Ескишехир.
Вилает Ескишехир е с население от 519 602 жители (оценка от 2006 г.) и обща площ от 13 655 кв. км. Вилает Ескишехир е разделен на 13 околии.

## Население
Численост на населението според преброяванията през годините:
| Година | Численост |
| 1990   | 641 301   |
| 2000   | 706 009   |
| 2011   | 778 421   |